# Gustav Adolph Falck
Gustav Adolph Falck (født 16. august 1833, død 24. juli 1892) var en dansk grosserer og fabrikant.
Han købte i 1868 Den kongelige Porcelainsfabrik af staten, men fabrikken beholdt i hans ejerperiode prædikatet "kongelig hofleverandør". Fabrikkens nedgangsperiode fik han dog ikke vendt til det bedre. I 1882 solgte han den skrantende fabrik til Philip Schou.
Han var gift med Fanny f. Thielsen (død 1919) og far til Gustav Falck.